# Laneuville-au-Rupt
Laneuville-au-Rupt ist eine französische Gemeinde mit 196 Einwohnern (Stand 1. Januar 2022) im Département Meuse in der Region Grand Est (vor 2016 Lothringen). Sie gehört zum Arrondissement Commercy, zum Kanton Vaucouleurs und zum Gemeindeverband Commercy-Void-Vaucouleurs.

## Geografie
Die Gemeinde Laneuville-au-Rupt liegt sechs Kilometer südlich von Commercy. Im Süden des Gemeindegebietes verläuft die autobahnartig ausgebaute Nationalstraße 4. Umgeben wird Laneuville-au-Rupt von den Nachbargemeinden Commercy im Nordwesten und Norden, Euville im Nordosten, Sorcy-Saint-Martin im Osten, Void-Vacon im Südosten sowie Ménil-la-Horgne im Südwesten und Westen.

## Bevölkerungsentwicklung
| Jahr                       | 1962 | 1968 | 1975 | 1982 | 1990 | 1999 | 2004 | 2009 | 2019 |
| Einwohner                  | 195  | 174  | 145  | 134  | 135  | 146  | 172  | 188  | 194  |
| Quellen: Cassini und INSEE |      |      |      |      |      |      |      |      |      |

## Sehenswürdigkeiten

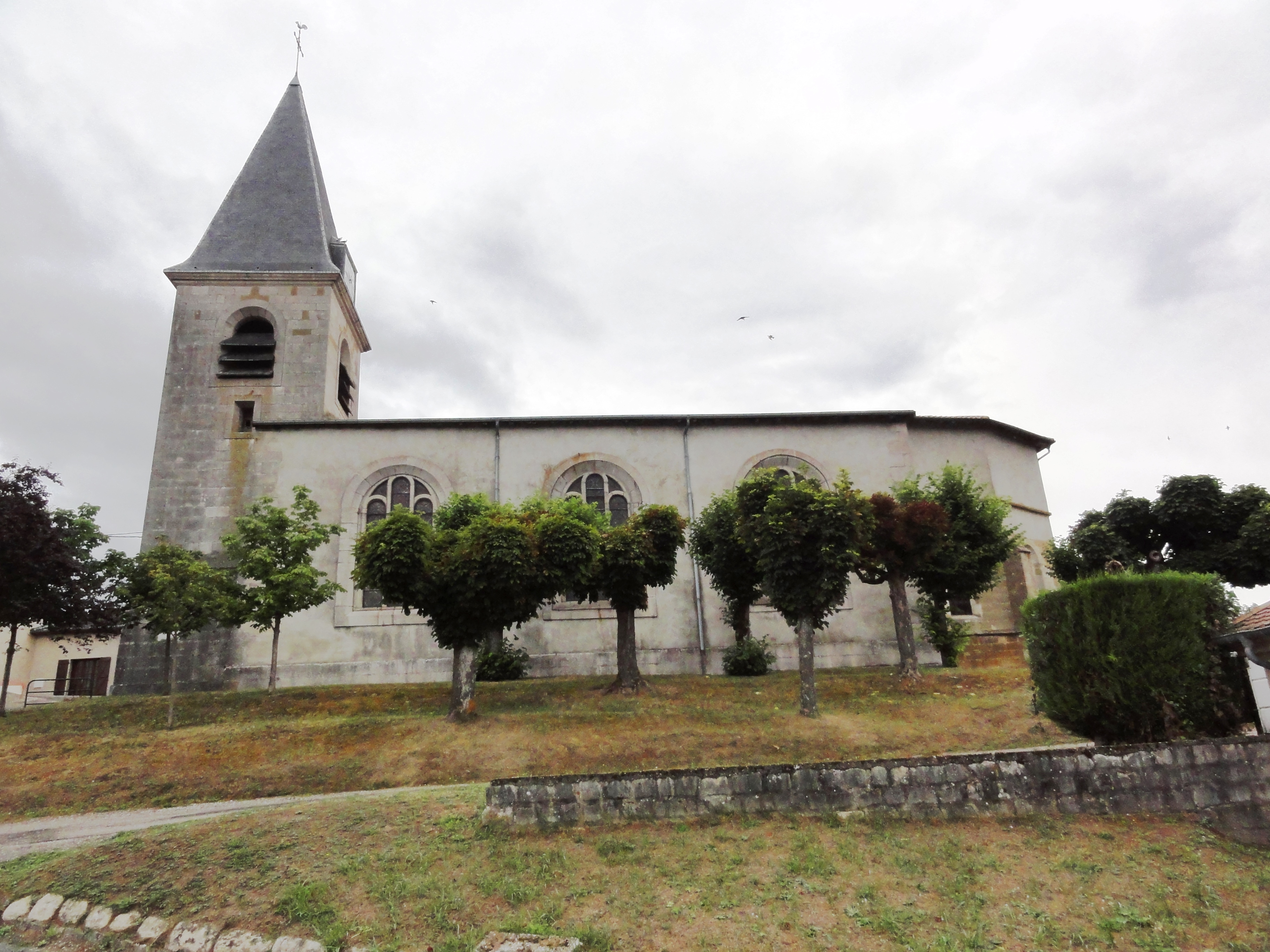
Kirche Saint-Nicolas
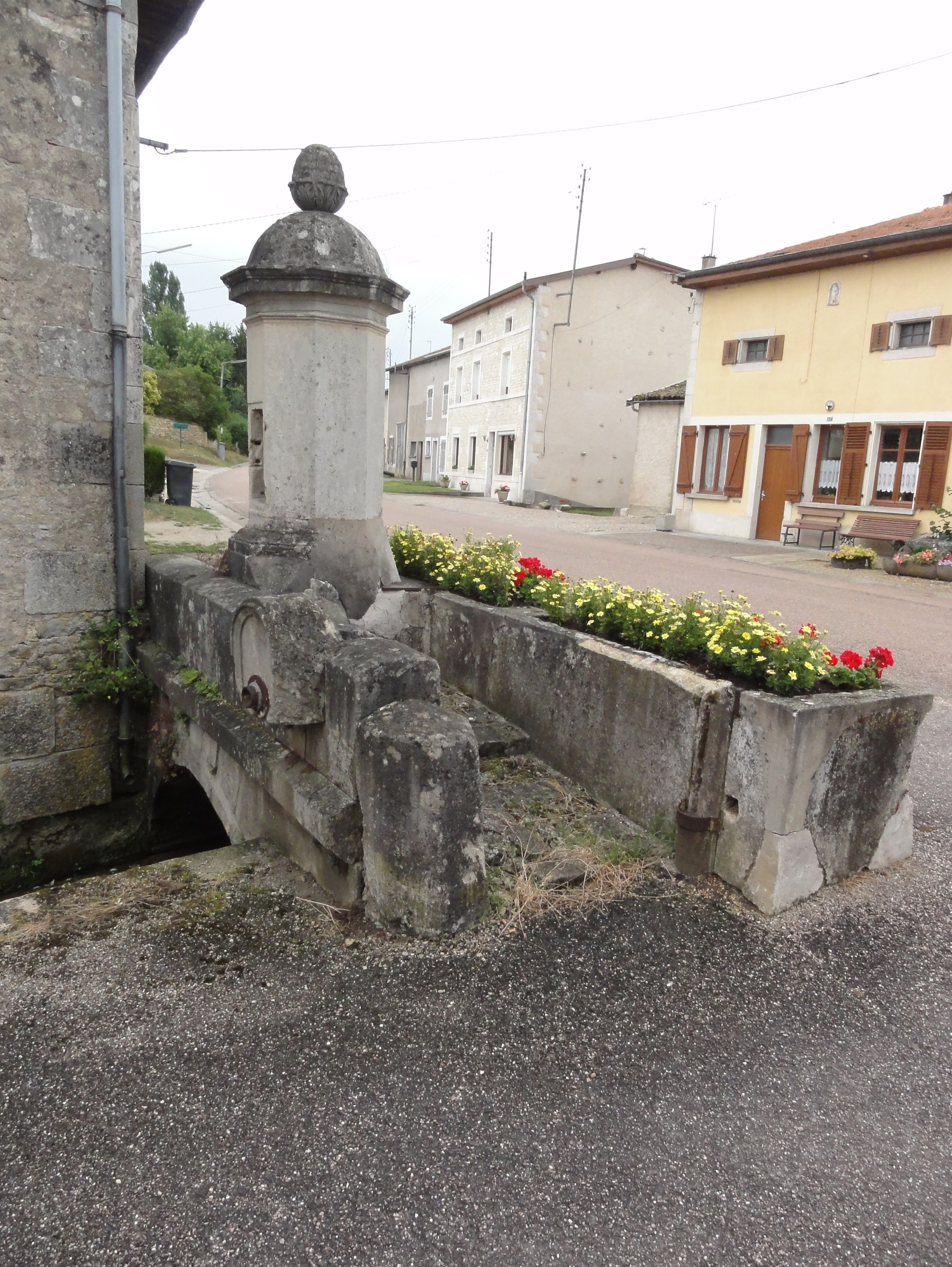
Pumpe über dem Rupt de Laneuville
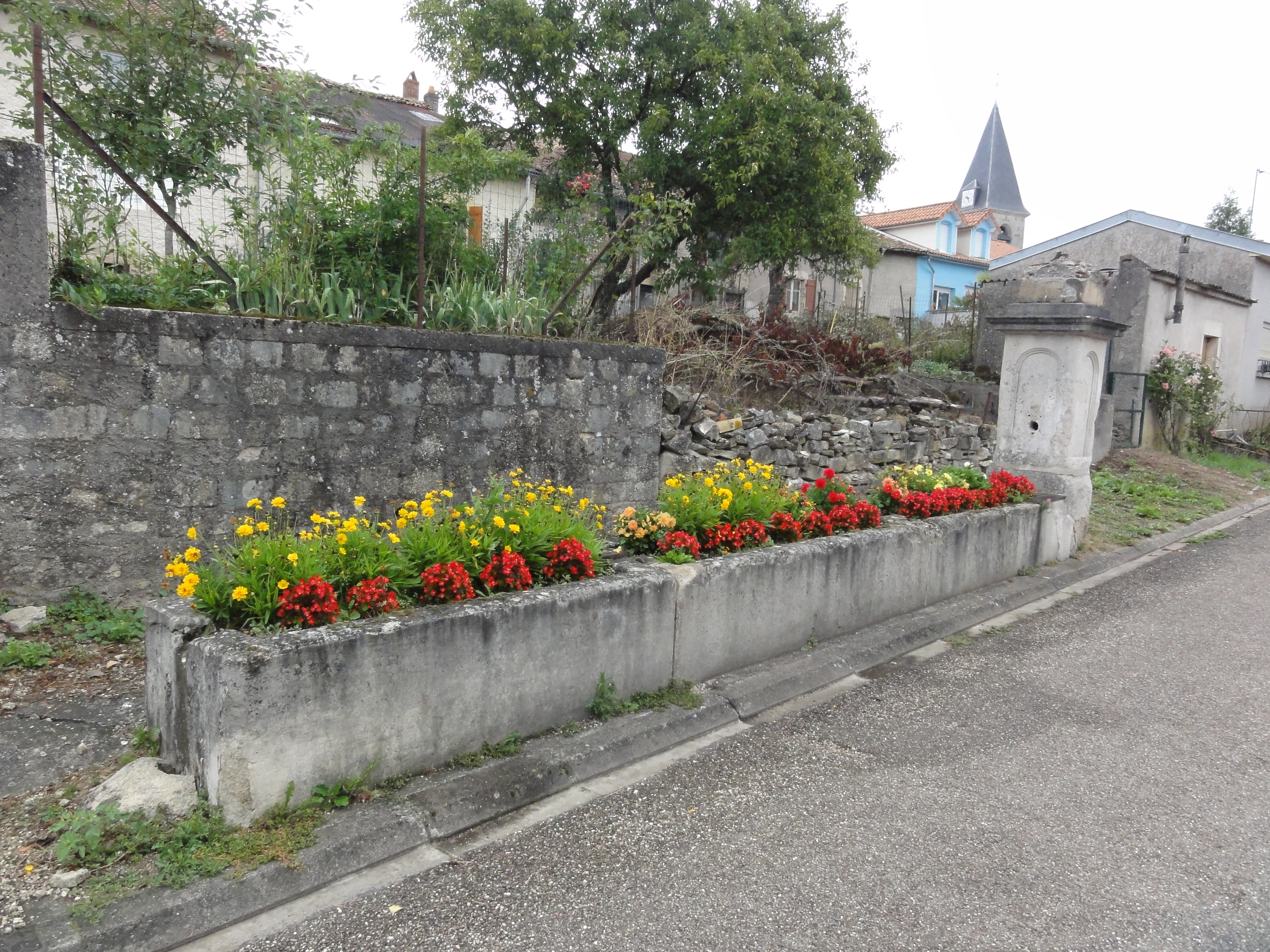
Pumpe vor der Kirche Saint-Nicolas

- Zwei Waschhäuser, erbaut 1817
- Dekorative Wasserpumpen

- Kirche Saint-Nicolas
- Pumpe über dem Rupt de Laneuville
- Pumpe vor der Kirche Saint-Nicolas